# Leonard Typpö
Leonard Typpö (tidigare Alatyppö), född 29 januari 1868 i Rautio, Finland, död 27 juni 1922 i Rautio, Finland. Finländsk diktare, riksdagsman och lantbrukare samt lekmannapredikant i den gammallaestadianska riktningen.